# Litosferne ploče
Litosferne ploče su velike, pokretljive ploče stijena, nepravilnog oblika, od kojih je načinjena Zemljina litosfera. Površina ploče može u potpunosti biti načinjena od morskog dna (kao Nazca ploča) ili se može sastojati i od kontinenta i od oceana (kao Euroazijska ploča). Neke male ploče u potpunosti su kontinentalne, ali sve velike ploče sadrže i morsko dno. 
Ploče se pomiču kao cjelina što rezultira pojavom da je unutrašnjost ploče relativno tektonički pasivna. Vulkani, potresi, mlađi planinski lanci nalaze se u uskim područjima na granicama ploča.

## Trenutne ploče
Geolozi se općenito slažu da sljedeće tektonske ploče trenutno postoje na Zemljinoj površini s grubo definiranim granicama. Tektonske ploče se ponekad dijele u tri prilično proizvoljne kategorije: glavne (ili primarne) ploče, male (ili sekundarne ) ploče i mikroploče (ili tercijarne ploče ).

### Glavne ploče
Ove ploče čine većinu kontinenata i Tihi ocean. Za potrebe ovog popisa, glavna ploča je svaka ploča s površinom većom od 20 milijuna km2.
- Afrička – glavna tektonska ploča koja leži ispod Afrike zapadno od istočnoafričkog rascjepa – 61 300 000 km2
- Antarktička – Tektonska ploča koja sadrži Antarktik i okolno oceansko dno – 60 900 000 km2
- Euroazijska – Tektonska ploča koja uključuje veći dio Euroazijskog kontinenta – 67 800 000 km2
- Indo-australska – Velika tektonska ploča nastala spajanjem indijske i australske ploče – 58 900 000 km2 često se smatra dvjema pločama:
  - Australska – Glavna tektonska ploča, izvorno dio drevnog kontinenta Gondwana – 47 000 000 km2
  - Indijska – manja tektonska ploča koja se odvojila od Gondvane – 11.900.000 km2
- Sjevernoamerička – Velika tektonska ploča koja uključuje veći dio Sjeverne Amerike, Grenland i dio Sibira – 75 900 000 km2
- Tihooceanska – Oceanska tektonska ploča ispod Tihog oceana – 103 300 000 km2
- Južnoamerička – Glavna tektonska ploča koja uključuje veći dio Južne Amerike i veliki dio južnog Atlantika – 43 600 000 km2

### Male ploče
Ove manje ploče često nisu prikazane na glavnim kartama, jer većina ne obuhvaća značajnu kopnenu površinu. Za potrebe ovog popisa, sporedna ploča je svaka ploča s površinom manjom od 20 milijuna km 2, ali većom od 1 milijun km2.
- Amurska - Mala tektonska ploča u istočnoj Aziji
- Arapska – Mala tektonska ploča – 5 000 000 km2
- Burmanska – Mala tektonska ploča u jugoistočnoj Aziji – 1.100.000 km2
- Karipska – uglavnom oceanska tektonska ploča koja uključuje dio Srednje Amerike i Karipsko more – 3.300.000 km2
- Karolinska – Mala oceanska tektonska ploča sjeverno od Nove Gvineje – 1.700.000 km2
- Cocos – Mlada oceanska tektonska ploča ispod Tihog oceana na zapadu Srednje Amerike – 2.900.000 km2
- Jangce – Mala tektonska ploča koja nosi najveći dio južne Kine
- Nazca – Oceanska tektonska ploča u bazenu istočnog Tihog oceana – 15 600 000 km2
- Novi Hebridi – Mala tektonska ploča u Tihom oceanu blizu Vanuatua – 1.100.000 km2
- Ohotska - Mala tektonska ploča u Aziji
- Filipinska – Oceanska tektonska ploča istočno od Filipina – 5.500.000 km2
- Skošanska – Mala oceanska tektonska ploča između Južnoameričke i Antarktičke ploče – 1.600.000 km2
- Somalska – Mala tektonska ploča uključujući istočnu obalu Afrike i susjedno morsko dno – 16 700 000 km2
- Sunda – manja tektonska ploča koja uključuje većinu jugoistočne Azije

### Mikroploče
Te su ploče često grupirane sa susjednom glavnom pločom na karti glavne ploče. Za potrebe ovog popisa, mikroploča je svaka ploča s površinom manjom od 1 milijun km 2. Neki modeli identificiraju više manjih ploča unutar trenutnih orogena (događaji koji dovode do velike strukturne deformacije Zemljine litosfere) poput ploča Apulian, Explorer, Gorda i Filipinskog mobilnog pojasa. Možda postoji znanstveni konsenzus o tome treba li takve ploče smatrati različitim dijelovima kore; stoga bi nova istraživanja mogla promijeniti ovaj popis.
Afrička ploča:
- Jadranska, također poznata kao Apulska ploča - Mala tektonska ploča na Mediteranu
- Ploča Lwandle – Uglavnom oceanska tektonska mikroploča na jugoistočnoj obali Afrike
- Madagaskarska – Tektonska ploča koja je nekada bila dio superkontinenta Gondvane
- Rovuma ploča – Jedna od tri tektonske mikroploče koje doprinose Nubijskoj i Somalijskoj ploči
- Mikroploča Victoria
- Sejšelski mikrokontinent

Antarktička ploča:
- Kerguelen – Oceanska visoravan u južnom Indijskom oceanu
- Shetland – Tektonska mikroploča s vrha Antarktičkog poluotoka
- Južnosendvička – Mala tektonska ploča južno od Južnoameričke ploče

Australska ploča:
- Jarčeva – Predložena manja tektonska ploča ispod Indijskog oceana
- Futuna – Vrlo mala tektonska ploča u blizini južnog pacifičkog otoka Futune
- Kermadec – Duga, uska tektonska ploča zapadno od Kermadečkog rova
- Maoke - Mala tektonska ploča u zapadnoj Novoj Gvineji
- Niuafo’ou – Mala tektonska ploča zapadno od Tonge
- Tonga - Mala tektonska ploča u jugozapadnom Tihom oceanu
- Woodlark – Mala tektonska ploča smještena u istočnoj polovici otoka Nove Gvineje

Karipska ploča:
- Panamska – Mala tektonska ploča u Srednjoj Americi
- Gonâve – dio granice između Sjevernoameričke ploče i Karipske ploče
- Mikroploča Južne Jamajke
- Mikroploča Sjeverna Hispaniola
- Mikroploča Portoriko-Djevičanski otoci

Ploča Cocos:
- Rivera – Mala tektonska ploča na zapadu Meksika

Euroazijska ploča:
- Egejska, također poznata kao Helenska ploča - Mala tektonska ploča u istočnom Sredozemnom moru
- Anadolska – Kontinentalna tektonska ploča koja obuhvaća većinu poluotoka Anatolije (Mala Azija)
- Bandskog mora – Mala tektonska ploča koja leži ispod mora Banda u jugoistočnoj Aziji
- Iberian – Mala tektonska ploča sada je dio Euroazijske ploče
- Iranska - Mala tektonska ploča koja uključuje Iran i Afganistan, te dijelove Iraka i Pakistana
- Molučkog mora – Mala potpuno potopljena tektonska ploča u blizini Indonezije
  - Halmahera – Mala tektonska ploča u Molučkom moru
  - Sangihe – mikroploča unutar zone sudara Molucca Sea u istočnoj Indoneziji
- Okinawa – Mala tektonska ploča od sjevernog kraja Tajvana do južnog vrha Kyūshūa
- Pelso – Mala tektonska jedinica u Panonskom bazenu u Europi
- Timor – mikroploča u jugoistočnoj Aziji koja nosi otok Timor i okolne otoke
- Tisza – Tektonska mikroploča, u današnjoj Europi

Ploča Nazca:
- Coiba - Mala tektonska ploča uz obalu južno od Paname i sjeverozapadne Kolumbije
- Malpelo - Mala tektonska ploča uz obalu zapadno od Ekvadora i Kolumbije

Sjevernoamerička ploča:
- Podploča otočja kraljice Elizabete – Mala tektonska ploča koja sadrži otočje kraljice Elizabete u sjevernoj Kanadi
- Grenland – Pretpostavljena tektonska ploča koja sadrži grenlandski kraton
- Explorer – Oceanska tektonska ploča ispod Tihog oceana uz zapadnu obalu otoka Vancouver, Kanada
- Gorda – Jedan od sjevernih ostataka ploče Farallon

Tihooceanska ploča:
- grebena Balmoral - Mala tektonska ploča u južnom Pacifiku sjeverno od Fidžija
- Ptičje glave – Mala tektonska ploča u Novoj Gvineji
- grebena Conway – Mala tektonska ploča u južnom Pacifiku zapadno od Fidžija
- Easter – Vrlo mala tektonska ploča zapadno od Uskršnjeg otoka
- Galapagos – Vrlo mala tektonska ploča na trostrukom spoju Galapagosa
- Juan de Fuca – Tektonska ploča u istočnom sjevernom Pacifiku – 250 000 km2
- Juan Fernández – Vrlo mala tektonska ploča u južnom Tihom oceanu
- Ploča Kula - Oceanska tektonska ploča ispod sjevernog Tihog oceana koja je potopljena ispod Sjevernoameričke ploče
- Manus – Sitna tektonska ploča sjeveroistočno od Nove Gvineje
- Sjeverna Bismarckova – Mala tektonska ploča u Bismarckovom moru sjeverno od Nove Gvineje
- Sjeverni Galapagos – Mala tektonska ploča uz zapadnu obalu Južne Amerike sjeverno od otočja Galapagos
- Solomonskog mora – Mala tektonska ploča sjeverozapadno od Salomonskih otoka u južnom Tihom oceanu
- Južna Bismarckova – Mala tektonska ploča u južnom Bismarckovom moru

Filipinska ploča:
- Marijanska – Mala tektonska ploča zapadno od Marijanskog rova
- Filipinski mobilni pojas, također poznat kao filipinska mikroploča – tektonska granica

Južnoamerička ploča:
- Ploča Altiplano
- Falklandska mikroploča
- Sjevernoandska – Mala tektonska ploča u sjevernim Andima (uglavnom u Kolumbiji, manji dijelovi u Ekvadoru i Venezueli)
  - Teran Chibcha (andska regija)
  - Karipski teran (regija istočnih Kariba)
  - Teran Tahamí (regija središnjih Anda)